# Michał Kubiak (siatkarz)

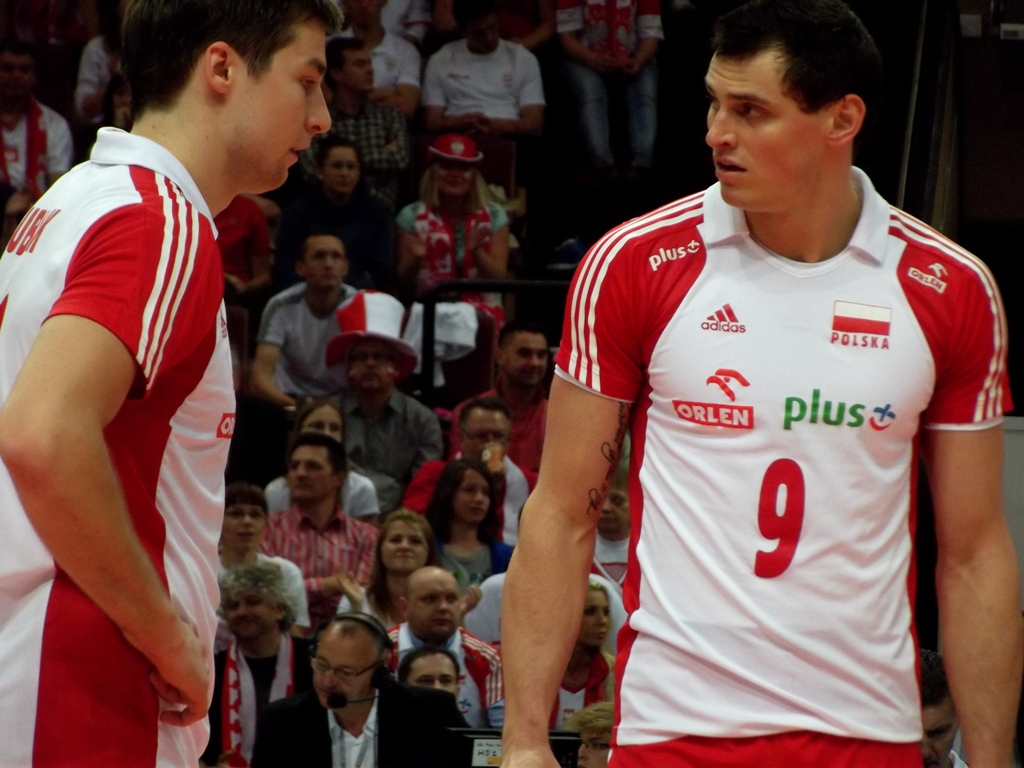
Michał Kubiak wraz ze Zbigniewem Bartmanem stanowili parę na turniejach siatkówki plażowej przed profesjonalnym graniem w siatkówkę halową

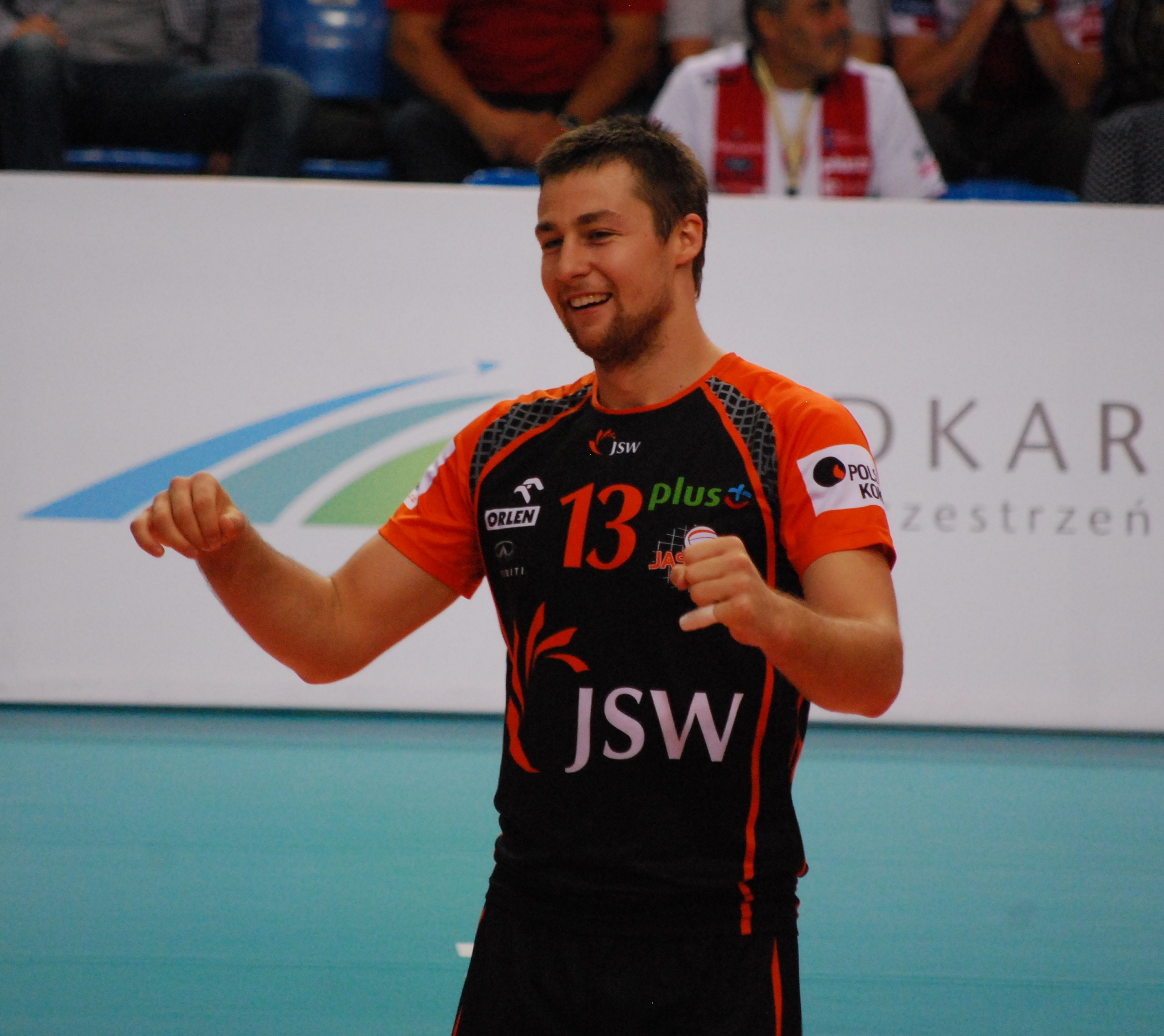
Michał Kubiak zawodnikiem Jastrzębskiego Węgla

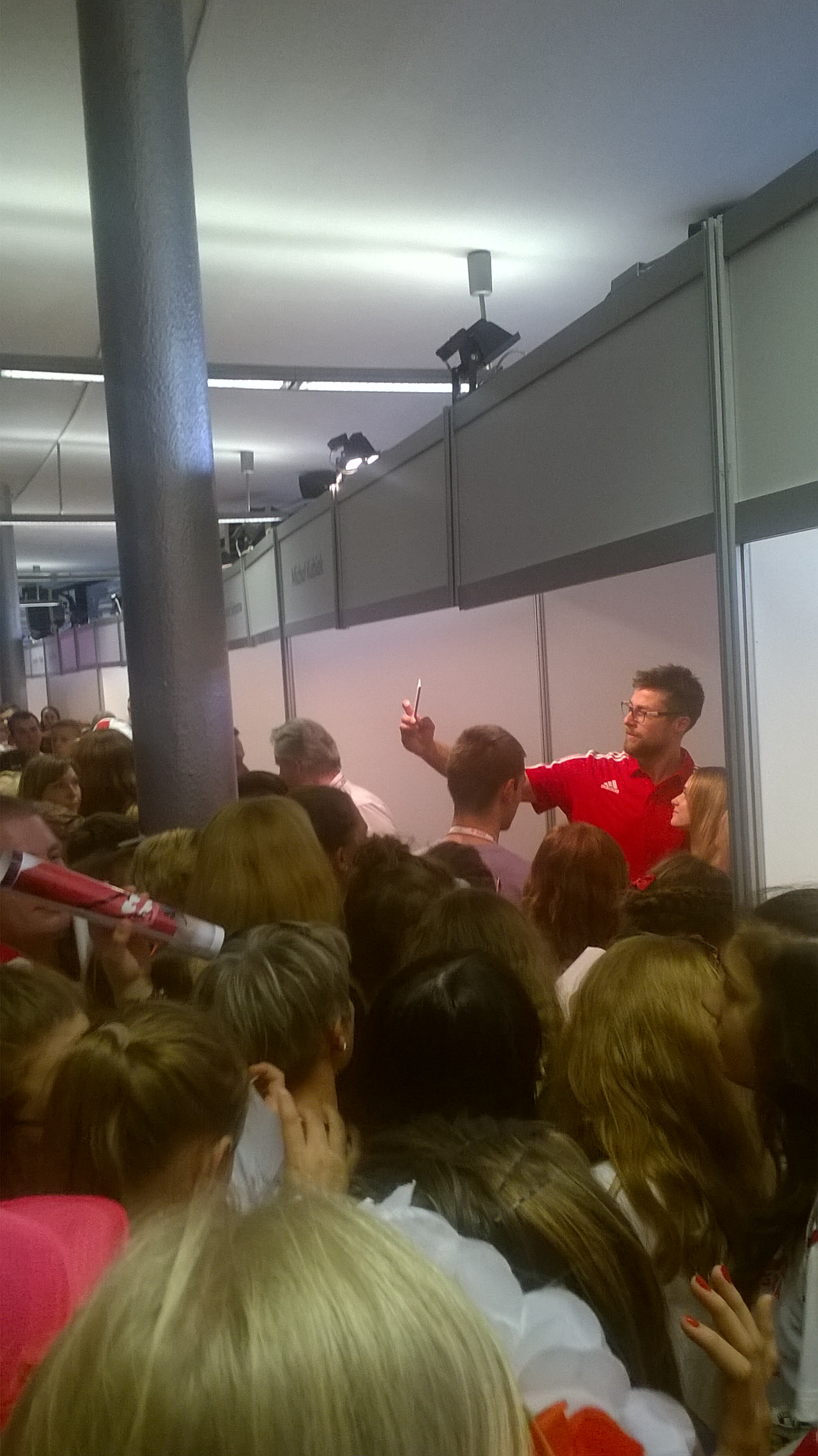
Michał Kubiak na spotkaniu z kibicami przed Meczem Gwiazd – Pożegnanie Pawła Zagumnego w katowickim Spodku, 11 września 2016

Michał Jarosław Kubiak (ur. 23 lutego 1988 w Wałczu) – polski siatkarz, reprezentant Polski, grający na pozycji przyjmującego.

## Kariera
Przed rozpoczęciem kariery w piłce siatkowej na hali grał w siatkówkę plażową. Wraz ze Zbigniewem Bartmanem zajął 1. miejsce w mistrzostwach Europy oraz 2. pozycję w mistrzostwach świata U-18.
Karierę w Polskiej Lidze Siatkówki rozpoczął w zespole Jokera Piła. W sezonie 2005/2006 zadebiutował w tych rozgrywkach, biorąc udział w 16 spotkaniach. Potem był graczem PZU AZS Olsztyn. W sezonie 2007/2008 roku grał w I-ligowym KS-ie Poznań. Dobre występy w Memoriale Huberta Jerzego Wagnera w 2009 roku z kadrą Polski B zaowocowały transferem do włoskiego klubu występującego w Serie A2 Volley Padwa. Następnie wrócił do ligi polskiej: w sezonie 2010/2011 grał w AZS Politechnika Warszawska, a potem w Jastrzębskim Węglu, gdzie występował trzy sezony. Od sezonu 2014/2015 był zawodnikiem tureckiego klubu Halkbank Ankara, z którym wywalczył pierwszy w karierze klubowy tytuł mistrzowski w 2016 roku. W obliczu narastającego zagrożenia terrorystycznego w Ankarze w tym samym roku rozwiązał obowiązujący jeszcze rok kontrakt z Halkbankiem Ankara za porozumieniem stron i przeniósł się do japońskiego klubu Panasonic Panthers.
21 września 2014, wraz z reprezentacją Polski, wywalczył złoty medal Mistrzostw Świata 2014. Od 2015 roku pełni funkcję kapitana reprezentacji Polski.
W 2014 został odznaczony Złotym Krzyżem Zasługi. W 2015 zajął piąte miejsce w 81. Plebiscycie Przeglądu Sportowego na najlepszych sportowców Polski. W 2018 roku w plebiscycie Przeglądu Sportowego był 3.
W latach 2015–2021 był kapitanem reprezentacji Polski. Pod koniec marca 2022 roku postanowił zakończyć karierę reprezentacyjną.

## Osiągnięcia

### Sukcesy w siatkówce plażowej
Mistrzostwa Europy w siatkówce plażowej:
- 2004

Mistrzostwa Świata w siatkówce plażowej do lat 18:
- 2004

### Sukcesy klubowe
Liga polska:
- 2007, 2013, 2014

Klubowe Mistrzostwa Świata:
- 2011

Liga Mistrzów:
- 2014

Superpuchar Turcji:
- 2014, 2015

Puchar Turcji:
- 2015

Liga turecka:
- 2016
- 2015

Puchar Cesarza:
- 2017

Liga japońska:
- 2018, 2019
- 2020, 2021
- 2022[8], 2023[9]

Liga chińska:
- 2024[10], 2025[11]
- 2018

Turniej Kurowashiki:
- 2018

Klubowe Mistrzostwa Azji:
- 2019

### Sukcesy reprezentacyjne
Mistrzostwa Świata:
- 2014, 2018

Puchar Świata:
- 2011, 2019
- 2015

Liga Światowa:
- 2012
- 2011

Mistrzostwa Europy:
- 2011, 2019, 2021

Liga Narodów:
- 2021

### Nagrody i wyróżnienia
- 2011: Debiut Roku 2010 w Plebiscycie Siatkarskie Plusy
- 2014: Najlepszy atakujący Pucharu Polski
- 2015: Najlepszy przyjmujący Ligi Światowej
- 2015: Najlepszy Polski siatkarz w X Plebiscycie Strefa Siatkówki
- 2016: Najlepszy przyjmujący tureckiej Efeler Ligi
- 2016: MVP w finale o Mistrzostwo Turcji
- 2018: MVP w finale o Mistrzostwo Japonii
- 2018: MVP i najlepszy przyjmujący w finale Turnieju Kurowashiki
- 2018: Najlepszy przyjmujący Mistrzostw Świata
- 2019: MVP w finale o Mistrzostwo Japonii
- 2019: Najlepszy przyjmujący Klubowych Mistrzostw Azji
- 2021: Najlepszy przyjmujący turnieju finałowego Ligi Narodów

## Odznaczenia
- Złoty Krzyż Zasługi – 23 października 2014[5]
- Krzyż Kawalerski Orderu Odrodzenia Polski – 2 października 2018[12]

## Życie prywatne
Michał Kubiak jest w związku małżeńskim z Moniką Kubiak. Para ma dwie córki – Polę (ur. 2014) oraz Zoję (ur. 2017).
Jest właścicelem i członkiem zarządu Pilskiej firmy MAG - produkującej akcesoria choinkowe, ozdoby choinkowe, choinki, girlandy, oraz bombki. 

## Statystyki zawodnika

### reprezentacyjne
| Rozgrywki                     | Punkty z ataku | Punkty z bloku | Asy serwisowe | Suma |
| PlusLiga 2010/2011            | 298            | 32             | 49            | 379  |
| Liga Światowa 2011            | 49             | 8              | 3             | 60   |
| Mistrzostwa Europy 2011       | 69             | 8              | 4             | 81   |
| Puchar Świata 2011            | 22             | 3              | 5             | 30   |
| PlusLiga 2011/2012            | 298            | 46             | 34            | 378  |
| Liga Światowa 2012            | 52             | 8              | 3             | 63   |
| Memoriał Huberta Wagnera 2012 | 15             | 3              | 3             | 21   |
| Igrzyska Olimpijskie 2012     | 12             | 1              | 2             | 15   |
| PlusLiga 2012/2013            | 310            | 51             | 27            | 388  |
| Liga Światowa 2013            | 32             | 7              | 5             | 44   |
| Mistrzostwa Świata 2014       | 79             | 11             | 5             | 95   |

### klubowe
| Klub                        | Sezon     | Liga                     | Mecze | Sety | Punkty | Punkty | Punkty | Punkty |
| Klub                        | Sezon     | Liga                     | Mecze | Sety | Atak   | Serwis | Blok   | Razem  |
| --------------------------- | --------- | ------------------------ | ----- | ---- | ------ | ------ | ------ | ------ |
| VKS Joker Piła              | 2005/2006 | Polska Liga Siatkówki    | 16    | 59   | 64     | 3      | 5      | 72     |
| PZU AZS Olsztyn             | 2006/2007 | Polska Liga Siatkówki    | 0     | 0    | 0      | 0      | 0      | 0      |
| KS Inotel Poznań            | 2007/2008 | I liga                   | bd.   | bd.  | bd.    | bd.    | bd.    | bd.    |
| Hapoel Kirjat Atta          | 2008/2009 | Izraelska Premier League | bd.   | bd.  | bd.    | bd.    | bd.    | bd.    |
| Pallavolo Padwa             | 2009/2010 | Serie A2                 | 24    | 77   | 127    | 11     | 12     | 150    |
| AZS Politechnika Warszawska | 2010/2011 | PlusLiga                 | 28    | 106  | 297    | 49     | 32     | 378    |
| Jastrzębski Węgiel          | 2011/2012 | PlusLiga                 | 29    | 114  | 298    | 34     | 46     | 378    |
| Jastrzębski Węgiel          | 2012/2013 | PlusLiga                 | 30    | 112  | 310    | 27     | 50     | 387    |
| Jastrzębski Węgiel          | 2013/2014 | PlusLiga                 | 31    | 120  | 316    | 38     | 64     | 418    |
| Jastrzębski Węgiel          | Razem     | Razem                    | 90    | 346  | 924    | 99     | 160    | 1183   |
| Halkbank Ankara             | 2014/2015 | Efeler Ligi              | 26    | 91   | 251    | 33     | 33     | 317    |
| Halkbank Ankara             | 2015/2016 | Efeler Ligi              | 21    | 80   | 230    | 18     | 19     | 267    |
| Halkbank Ankara             | Razem     | Razem                    | 47    | 171  | 481    | 51     | 52     | 584    |
| Panasonic Panthers          | 2016/2017 | V.League                 | 22    | 82   | 320    | 17     | 43     | 380    |
| Panasonic Panthers          | 2017/2018 | V.League                 | 28    | 96   | 313    | 40     | 53     | 406    |
| Panasonic Panthers          | 2018/2019 | V.League                 | 33    | 110  | 451    | 35     | 44     | 530    |
| Panasonic Panthers          | 2019/2020 | V.League                 | 28    | 85   | 301    | 27     | 49     | 377    |
| Panasonic Panthers          | Razem     | Razem                    | 111   | 373  | 1385   | 119    | 189    | 1693   |
| Beijing BAIC Motor          | 2017/2018 | Chinese Super League     | 5     | 17   | 58     | 6      | 8      | 72     |